# Vivien Lyra Blair
Vivien Lyra Blair, född den 4 juni 2012, är en amerikansk barnskådespelare. Hon filmdebuterade i Band Aid från 2017. År 2018 medverkade hon i TV-serien Waco. Det stora genombrottet fick hon i TV-serien  Obi-Wan Kenobi från 2022 där hon spelade en av huvudrollerna, Leia Organa. En roll för vilken hon blev nominerad till en Saturn Award, och även vann, för bästa prestation av en yngre skådespelare i en TV-serie. År 2023 spelar hon en av huvudrollerna i filmen The Boogeyman.

## Filmografi (i urval)
- 2017: Band Aid
- 2018: Bird Box
- 2018: Waco
- 2022: Obi-Wan Kenobi
- 2023: The Boogeyman